# Directorio Político del Estado

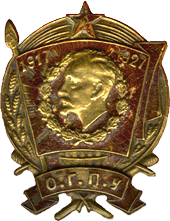
Insignia del GPU que conmemora el décimo aniversario de la Revolución de Octubre.

El Directorio Político del Estado, también traducido como Administración Política del Estado o GPU (ГПУ en alfabeto cirílico) fue el servicio de inteligencia y policía secreta de la República Socialista Federativa Soviética de Rusia (RSFS de Rusia) desde el 6 de febrero de 1922 hasta el 29 de diciembre de 1922, y de la Unión Soviética desde el 29 de diciembre de 1922 hasta el 15 de noviembre de 1934.

## Denominaciones de la seguridad estatal soviética
La policía secreta del Estado, desde la inicial Checa, se fue reorganizando, a partir de 1922 en el GPU, que se convirtió a su vez en 1923 en el OGPU, y posteriormente, a grandes rasgos, en el NKVD, MVD y finalmente, el KGB y FSB.
Designaciones oficiales del GPU y su pronta reorganización en el OGPU:
- GPU: Acrónimo de Gosudárstvennoe politícheskoe upravlénie, en ruso: Государственное политическое управление; Directorio Político del Estado o Administración Política del Estado), dependiente del Comisariado del Pueblo de Asuntos Internos (NKVD) de la RSFS de Rusia.
- OGPU: Acrónimo de: Объединённое государственное политическое управление; Directorio Político Unificado del Estado.

## Formación
El GPU fue formado a partir de la Checa, la inicial organización de seguridad estatal rusa, el 6 de febrero de 1922, conociéndose con su abreviatura rusa ГПУ, por Государственное политическое управление при НКВД РСФСР, Gosudárstvennoye politícheskoye upravlénie pri NKVD RSFSR, es decir, 'Directorio Político del Estado bajo el NKVD de la RSFS de Rusia'. Su primer director fue el antiguo jefe de la Checa, Félix Dzerzhinski.

## Misión

### Seguridad Interna
Sobre el papel, se suponía que la nueva agencia actuaría con más moderación que la Checa. Por ejemplo, a diferencia de la Checa, no disponía del derecho a disparar a voluntad contra presuntos 'contrarrevolucionarios'. Todos los sospechosos de delitos políticos debían comparecer ante un juez en circunstancias normales.

### Inteligencia exterior
El 'Departamento de Asuntos Exteriores' del GPU estaba dirigido por un antiguo bolchevique y miembro del partido, Mijaíl Trilísser. El Departamento de Relaciones Exteriores se encargaba de las actividades de inteligencia en el extranjero, incluyendo el espionaje y la liquidación de 'enemigos del pueblo'. El propio Trilísser fue posteriormente liquidado por Stalin durante la Gran Purga en 1940.

## Evolución
Con la creación de la URSS en diciembre de 1922, se requirió una organización unificada para ejercer el control sobre la seguridad del estado en toda la unión. Así, el 15 de noviembre de 1923, el GPU abandonó el NKVD de la RSFS de Rusia y fue transferido al Directorio Político Unificado del Estado de toda la unión, también traducido como 'Administración Política del Estado de toda la Unión'. Su nombre oficial era el de 'Directorio Político Unificado del Estado bajo el Consejo de Comisarios del Pueblo de la URSS' (en ruso: Obiediniónnoye gosudárstvennoye politícheskoye upravlénie pri SNK SSSR, Объединённое государственное политическое управление при СНК СССР), u 'OGPU' (ОГПУ). 

## Personal del GPU
| Distintivo | Político | Militar |
| ---------- | --- | --- |
| none       | Cотрудник Empleado | Kрасноармеец Hombre del ejército rojo                                                                       |
|            | Агент 3-го разряда Agente de tercera categoría | Командир отделения Comandante de escuadrón                                                                  |
|            | Агент 2-го разряда Agente de segunda categoría | Помощник командира взвода Asistente de comandante de pelotón                                                |
|            | Агент 1-го разряда Agente de primera categoría | Старшина роты, батареи, батальона, дивизиона Sargento primero de compañía, batería, batallón                |
|            | Сотрудник особых поручений Oficial de asignaciones especiales | Командир взвода Comandante de pelotón                                                                       |
|            | Нач. оперативного пункта Jefe de punto operativo | командир роты (полуэскадрона) Comandante de compañía (Comandante de medio escuadrón)                        |
| 30         | Нач. отдела инспекции; Пом. нач. адм.-следственной части Jefe de departamento de inspección; Jefe adjunto de unidad de investigación                                                                                            | командир батальона (эскадрона) Comandante de batallón (Comandante de escuadrón)                             |
|            | Пом. нач. отделения; Уполномоч. отдела предварительного дознания; Нач. адм.-следственной части Asistente de jefe de departamento; Plenipotenciario de departamento de investigación preliminar; Jefe de unidad de investigación | командир полка Comandante de regimiento                                                                     |
|            | Военрук инспекции Director militar de inspección | Командир бригады Comandante de brigada                                                                      |
|            | Нач. отделения ГПУ Jefe de rama del GPU | начальник и комиссар дивизии Jefe y comisario de división militar                                           |
|            | Зам. нач. отдела ГПУ Subdirector de departamento del GPU | Командир корпуса; Зам. нач. штаба войск ГПУ Comandante de cuerpo; Subjefe de personal de las tropas del GPU |
|            | Нач. отдела ГПУ Jefe de departamento del GPU | Зам. Пред. ГПУ — Нач. штаба войск ГПУ Subdirector del GPU - Jefe de Estado Mayor de las tropas del GPU      |